# HD 26413
HD 26413，又名CD-46 1314，SAO 216667、HR 1291，是一颗恒星，视星等为6.59，位于銀經252.21，銀緯-47.02，其B1900.0坐标为赤經4h 5m 27.7s，赤緯-46° -47.02′ 44″。